# 브리튼 제도의 역사
브리튼 제도의 역사(History of the British Isles)는 브리튼 제도 지역의 역사를 서술하기 위한 개념이다. 브리튼 제도는 선사 시대 이래 인간의 활동이 이어져 왔으며 많은 민족과 국가가 관여 되어 있다. 여기에는 브리튼 섬을 기반으로한 스코틀랜드, 웨일스, 잉글랜드와 같은 국가의 역사와 독립이전의 아일랜드의 역사 뿐만 아니라 브리튼 제도의 역사에 깊이 관여되어 있는 로마 제국, 스칸디나비아, 덴마크, 베네룩스 3국, 프랑스, 독일과 같은 여러 나라들의 역사도 함께 다루어진다.
오늘날 브리튼 제도는 두 개의 국가(영국, 아일랜드)와 세 개의 왕실령(건지섬, 맨섬, 저지섬)으로 이루어져 있다. 영국은 다시 4개의 홈 네이션스(잉글랜드, 웨일스, 스코틀랜드, 북아일랜드)로 나뉘어 있다. 각각의 홈 네이션스는 독자적인 국가에서 출발한 역사를 지니고 있다. 다만, 북아일랜드는 아일랜드 독립 이후에 아일랜드에서 분리되었다.

## 시기별 역사
각 시기별 역사는 아래와 같다.
- 선사 시대: 고대 브리튼
- 로마 제국 통치기: 브리타니아
- 로마 멸망 시기
- 중세: 중세 시대의 브리튼
- 근대 이후: 영국의 역사

## 연표
| 연도              | 국가/민족                                 | 국가/민족                                 | 국가/민족                                 | 국가/민족                                 | 국가/민족                                 | 국가/민족                                 | 국가/민족                                 | 국가/민족                                 | 국가/민족                                               | 국가/민족                                 | 국가/민족                                 | 사건                                                           |
| ----------------- | ----------------------------------------- | ----------------------------------------- | ----------------------------------------- | ----------------------------------------- | ----------------------------------------- | ----------------------------------------- | ----------------------------------------- | ----------------------------------------- | ------------------------------------------------------- | ----------------------------------------- | ----------------------------------------- | -------------------------------------------------------------- |
| 기원전 6세기 이전 | 브리튼의 선사시대, 아일랜드의 선사시대    | 브리튼의 선사시대, 아일랜드의 선사시대    | 브리튼의 선사시대, 아일랜드의 선사시대    | 브리튼의 선사시대, 아일랜드의 선사시대    | 브리튼의 선사시대, 아일랜드의 선사시대    | 브리튼의 선사시대, 아일랜드의 선사시대    | 브리튼의 선사시대, 아일랜드의 선사시대    | 브리튼의 선사시대, 아일랜드의 선사시대    | 브리튼의 선사시대, 아일랜드의 선사시대                  | 브리튼의 선사시대, 아일랜드의 선사시대    | 브리튼의 선사시대, 아일랜드의 선사시대    |                                                                |
| 기원전 6 ~ 1세기  | 브리튼의 철기시대, 도서 켈트어군 사용민족 | 브리튼의 철기시대, 도서 켈트어군 사용민족 | 브리튼의 철기시대, 도서 켈트어군 사용민족 | 브리튼의 철기시대, 도서 켈트어군 사용민족 | 브리튼의 철기시대, 도서 켈트어군 사용민족 | 브리튼의 철기시대, 도서 켈트어군 사용민족 | 브리튼의 철기시대, 도서 켈트어군 사용민족 | 브리튼의 철기시대, 도서 켈트어군 사용민족 | 브리튼의 철기시대, 도서 켈트어군 사용민족               | 브리튼의 철기시대, 도서 켈트어군 사용민족 | 브리튼의 철기시대, 도서 켈트어군 사용민족 |                                                                |
| 기원전 6 ~ 1세기  | 갈리아인                                  | 갈리아인                                  | 브리튼인                                  | 브리튼인                                  | 브리튼인                                  | 브리튼인                                  | 픽트인                                    | 게일인                                    | 게일인                                                  | 게일인                                    | 게일인                                    |                                                                |
| 51 BC             | 갈리아 루그두넨시스 (로마 속주)           | 갈리아 루그두넨시스 (로마 속주)           |                                           |                                           |                                           |                                           |                                           |                                           |                                                         |                                           |                                           |                                                                |
| 기원후 43년       | 갈리아 루그두넨시스 (로마 속주)           | 갈리아 루그두넨시스 (로마 속주)           | 브리타니아 (로마 속주)                    | 브리타니아 (로마 속주)                    | 브리타니아 (로마 속주)                    | 브리타니아 (로마 속주)                    | 로마의 브리튼 정복                        |                                           |                                                         |                                           |                                           |                                                                |
| 410년             | 브리튼인                                  | 브리튼인                                  | 브리튼인                                  | 앵글로색슨 잉글랜드                       | 헨 오글레드                               | 헨 오글레드                               |                                           |                                           |                                                         |                                           |                                           |                                                                |
| 638년             | 브리튼인                                  | 브리튼인                                  | 브리튼인                                  | 앵글로색슨 잉글랜드                       |                                           | 스트래스클라이드 왕국                     | 바이킹 침략기                             |                                           |                                                         |                                           |                                           |                                                                |
| 843년             | 브리튼인                                  | 브리튼인                                  | 브리튼인                                  | 앵글로색슨 잉글랜드                       |                                           | 스트래스클라이드 왕국                     |                                           |                                           |                                                         |                                           |                                           |                                                                |
| 845년             | 브르타뉴 왕국                             | 브르타뉴 왕국                             |                                           | 앵글로색슨 잉글랜드                       |                                           | 스트래스클라이드 왕국                     |                                           |                                           |                                                         |                                           |                                           |                                                                |
| 878년             | 브르타뉴 왕국                             | 브르타뉴 왕국                             | 데인로                                    | 앵글로색슨 잉글랜드                       |                                           | 스트래스클라이드 왕국                     |                                           |                                           |                                                         |                                           |                                           |                                                                |
| 911년             | 노르망디 공국                             | 노르망디 공국                             | 데인로                                    | 앵글로색슨 잉글랜드                       |                                           | 스트래스클라이드 왕국                     |                                           |                                           |                                                         |                                           |                                           |                                                                |
| 927년             | 노르망디 공국                             | 노르망디 공국                             | 잉글랜드 왕국                             | 잉글랜드 왕국                             |                                           |                                           | 타라 전투 클론타프 전투                   |                                           |                                                         |                                           |                                           |                                                                |
| 1054년            | 노르망디 공국                             | 노르망디 공국                             | 잉글랜드 왕국                             | 잉글랜드 왕국                             | 알바 왕국                                 | 알바 왕국                                 | 알바 왕국                                 | 노르만인의 잉글랜드 정복                  |                                                         |                                           |                                           |                                                                |
| 1079년            | 노르망디 공국                             | 노르망디 공국                             | 잉글랜드 왕국                             | 잉글랜드 왕국                             | 알바 왕국                                 | 알바 왕국                                 | 알바 왕국                                 | 군도 왕국                                 |                                                         |                                           |                                           |                                                                |
| 1098년            | 노르망디 공국                             | 노르망디 공국                             | 잉글랜드 왕국                             | 잉글랜드 왕국                             | 컴리                                      |                                           | 노르웨이 왕국                             | 군도 왕국                                 |                                                         | 노르만인의 아일랜드 침공                  |                                           |                                                                |
| 1171년            | 노르망디 공국                             | 노르망디 공국                             | 잉글랜드 왕국                             | 잉글랜드 왕국                             | 컴리                                      | 아일랜드 영지                             | 노르웨이 왕국                             | 군도 왕국                                 |                                                         |                                           |                                           |                                                                |
| 1204년            |                                           |                                           | 잉글랜드 왕국                             | 잉글랜드 왕국                             | 컴리                                      | 아일랜드 영지                             | 노르웨이 왕국                             | 군도 왕국                                 | 마그나카르타 요크 조약                                  |                                           |                                           |                                                                |
| 1266년            |                                           |                                           | 잉글랜드 왕국                             | 잉글랜드 왕국                             | 컴리                                      | 아일랜드 영지                             | 노르웨이 왕국                             |                                           |                                                         |                                           |                                           |                                                                |
| 1282년            |                                           |                                           |                                           | 스코틀랜드 독립전쟁                       |                                           | 아일랜드 영지                             | 노르웨이 왕국                             |                                           |                                                         |                                           |                                           |                                                                |
| 1333년            | 왕실령 건지                               | 왕실령 저지                               | 맨섬                                      |                                           |                                           | 아일랜드 영지                             | 노르웨이 왕국                             |                                           |                                                         |                                           |                                           |                                                                |
| 1469년            | 왕실령 건지                               | 왕실령 저지                               | 맨섬                                      | 스코틀랜드 왕국                           | 스코틀랜드 왕국                           | 스코틀랜드 왕국                           | 스코틀랜드 왕국                           | 포이닝스 법                               |                                                         |                                           |                                           |                                                                |
| 1541년            | 왕실령 건지                               | 왕실령 저지                               | 맨섬                                      | 스코틀랜드 왕국                           | 스코틀랜드 왕국                           | 스코틀랜드 왕국                           | 스코틀랜드 왕국                           |                                           | 스코틀랜드 종교개혁 튜더 왕조의 아일랜드 정복 동군 연맹 |                                           |                                           |                                                                |
| 1607년            | 왕실령 건지                               | 왕실령 저지                               | 맨섬                                      | 스코틀랜드 왕국                           | 스코틀랜드 왕국                           | 스코틀랜드 왕국                           | 스코틀랜드 왕국                           | 아일랜드 왕국                             | 아일랜드 왕국                                           | 백작의 흥기 얼스터 이주 삼국 전쟁         |                                           |                                                                |
| 1641년            | 왕실령 건지                               | 왕실령 저지                               | 맨섬                                      | 스코틀랜드 왕국                           | 스코틀랜드 왕국                           | 스코틀랜드 왕국                           | 스코틀랜드 왕국                           |                                           | 아일랜드 맹방                                           |                                           |                                           |                                                                |
| 1649년            | 왕실령 건지                               | 왕실령 저지                               | 맨섬                                      | 스코틀랜드 왕국                           | 스코틀랜드 왕국                           | 스코틀랜드 왕국                           | 스코틀랜드 왕국                           | 잉글랜드 연방                             | 잉글랜드 연방                                           | 크롬웰의 아일랜드 국권침탈                |                                           |                                                                |
| 1653년            | 왕실령 건지                               | 왕실령 저지                               | 맨섬                                      | 잉글랜드 스코틀랜드 아일랜드 연방         | 잉글랜드 스코틀랜드 아일랜드 연방         | 잉글랜드 스코틀랜드 아일랜드 연방         | 잉글랜드 스코틀랜드 아일랜드 연방         | 잉글랜드 스코틀랜드 아일랜드 연방         | 잉글랜드 스코틀랜드 아일랜드 연방                       | 잉글랜드 스코틀랜드 아일랜드 연방         | 잉글랜드 스코틀랜드 아일랜드 연방         |                                                                |
| 1660년            | 왕실령 건지                               | 왕실령 저지                               | 맨섬                                      | 잉글랜드 왕국                             | 잉글랜드 왕국                             | 스코틀랜드 왕국                           | 스코틀랜드 왕국                           | 스코틀랜드 왕국                           | 스코틀랜드 왕국                                         | 아일랜드 왕국                             | 아일랜드 왕국                             | 페널 법 명예혁명 보인 전투                                     |
| 1707년            | 왕실령 건지                               | 왕실령 저지                               | 맨섬                                      | 그레이트브리튼 왕국                       | 그레이트브리튼 왕국                       | 그레이트브리튼 왕국                       | 그레이트브리튼 왕국                       | 그레이트브리튼 왕국                       | 그레이트브리튼 왕국                                     | 아일랜드 왕국                             | 아일랜드 왕국                             | 1707년 연합법 컬로든 전투 1798년 아일랜드 반란                 |
| 1801년            | 왕실령 건지                               | 왕실령 저지                               | 맨섬                                      | 그레이트브리튼 아일랜드 연합 왕국         | 그레이트브리튼 아일랜드 연합 왕국         | 그레이트브리튼 아일랜드 연합 왕국         | 그레이트브리튼 아일랜드 연합 왕국         | 그레이트브리튼 아일랜드 연합 왕국         | 그레이트브리튼 아일랜드 연합 왕국                       | 그레이트브리튼 아일랜드 연합 왕국         |                                           | 1800년 연합법 가톨릭교도 해방령 아일랜드 대기근                |
| 1919년            | 왕실령 건지                               | 왕실령 저지                               | 맨섬                                      | 그레이트브리튼 아일랜드 연합 왕국         | 그레이트브리튼 아일랜드 연합 왕국         | 그레이트브리튼 아일랜드 연합 왕국         | 그레이트브리튼 아일랜드 연합 왕국         | 그레이트브리튼 아일랜드 연합 왕국         | 그레이트브리튼 아일랜드 연합 왕국                       | 그레이트브리튼 아일랜드 연합 왕국         | 아일랜드 공화국                           | 아일랜드 독립전쟁 아일랜드 분할                                |
| 1921/2            | 왕실령 건지                               | 왕실령 저지                               | 맨섬                                      | 그레이트브리튼 북아일랜드 연합 왕국       | 그레이트브리튼 북아일랜드 연합 왕국       | 그레이트브리튼 북아일랜드 연합 왕국       | 그레이트브리튼 북아일랜드 연합 왕국       | 그레이트브리튼 북아일랜드 연합 왕국       | 그레이트브리튼 북아일랜드 연합 왕국                     | 북아일랜드                                | 아일랜드 자유국                           |                                                                |
| 1937년            | 왕실령 건지                               | 왕실령 저지                               | 맨섬                                      | 그레이트브리튼 북아일랜드 연합 왕국       | 그레이트브리튼 북아일랜드 연합 왕국       | 그레이트브리튼 북아일랜드 연합 왕국       | 그레이트브리튼 북아일랜드 연합 왕국       | 그레이트브리튼 북아일랜드 연합 왕국       | 그레이트브리튼 북아일랜드 연합 왕국                     | 북아일랜드                                | 아일랜드                                  | 아일랜드 비상시국 법 영국 본토 항공전 The Troubles 켈틱 타이거 |
| 1999년            | 왕실령 건지                               | 왕실령 저지                               | 맨섬                                      | 웨일스                                    |                                           | 스코틀랜드                                | 스코틀랜드                                | 스코틀랜드                                | 스코틀랜드                                              | 북아일랜드                                | 아일랜드                                  | 벨페스트 합의                                                  |

## 지역사
- 잉글랜드의 역사
  - 콘월의 역사
  - 런던의 역사
- 스코틀랜드의 역사
- 웨일스의 역사
- 아일랜드의 역사
  - 북아일랜드의 역사
  - 아일랜드 공화국의 역사
- 맨 제도의 역사
- 저지섬의 역사

## 분야별 역사
- 브리튼 전쟁사
- 영국 경제사
- 영국 자연사

## 같이 보기
- 영국의 군주 목록

## 참고 문헌
1. . A History of Britain: At the Edge of the World, 3500 BC - 1603 AD by Simon Schama, BBC/Miramax, 2000 ISBN 0-7868-6675-6
2. . The British Isles: A History of Four Nations by Hugh Kearney, Cambridge University Press 2nd edition 2006, ISBN 978-0-521-84600-4